# 이집트독수리
이집트독수리 또는 이집트대머리수리(Egyptian vulture, white scavenger vulture, pharaoh's chicken, Neophron percnopterus)는 자그마한 구세계독수리이자 이집트독수리속(Neophron)에 속하는 유일한 새이다. 이 이집트의 독수리류는 유럽 남서부와 북아프리카에서 인도에 이르기까지 널리 분포되어 있다. 대비를 이루는 날개 밑의 패턴과 쐐기 모양의 꼬리는 비행할 때 그 차이가 극명하게 나타난다. 이집트대머리수리는 먹이로 부육에 주로 의존하지만 기회적인 동물이므로 조그마한 포유류, 새, 파충류에도 의존한다. 다른 새의 알에도 의존하는데, 큰 조약돌을 던져서 깬다. 온대 지역에 서식하는 이집트대머리수리는 겨울에 남쪽으로 이주하며 열대 지역의 개체들은 상대적으로 주로 앉아서 지낸다. 이 종의 개체 수는 20세기에 감소하였으며 섬에 서식하는 일부 개체는 사냥, 고의적인 독성, 전력선과의 충돌로 인해 위협을 받고 있다.

## 분류학

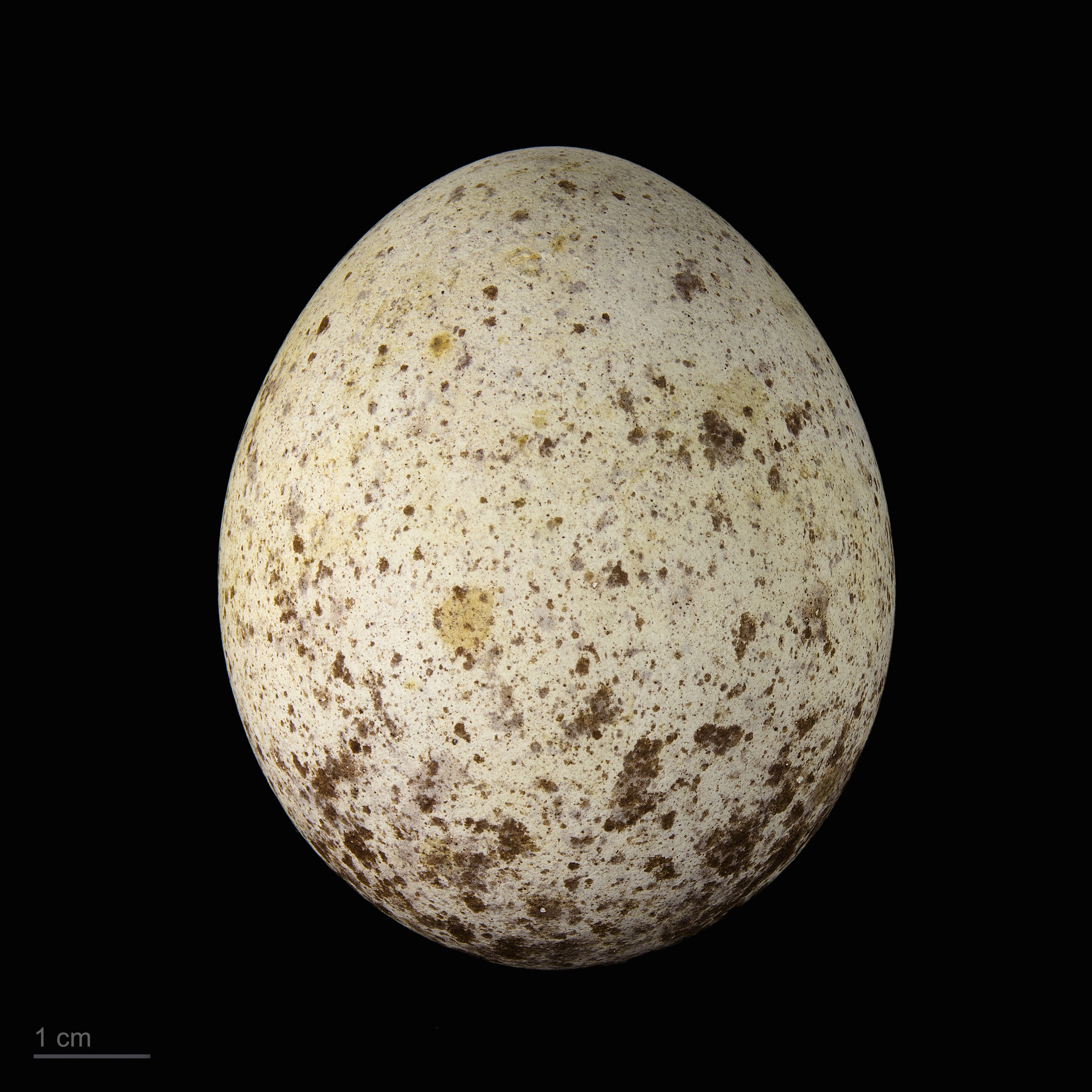
Neophron percnopterus

이집트대머리수리는 1758년 스웨덴의 칼 폰 린네가 《자연의 체계》 제10판에서 Vultur percnopterus라는 학명으로 처음 공식 기재하였다. 현재의 이집트독수리속(Neophron)은 오직 하나의 종만 있다.

### 아종
이집트대머리수리의 아종은 크게 3가지로 인지되고 있으나 개체의 이동과 혼합으로 인해 상당한 점진적 차이가 있다.
- N. p. percnopterus
- N. p. ginginianus
- N. p. majorensis

### 계통 분류
2021년 카타나흐(Catanach) 등과 생스터(Sangster) 등의 연구에 기초한 수염수리아과 계통 분류이다.
|  | 아프리카매     |
|  |                |
|  | 마다가스카르매 |
|  |                |

| 야자민목독수리속 | 야자민목독수리                                                                                            |
|                  | 야자민목독수리                                                                                            |
|                  | \| 이집트독수리속 \| 이집트독수리 \| \| \| 이집트독수리 \| \| 수염수리속 \| 수염수리 \| \| \| 수염수리 \| |
|                  | |
| 이집트독수리속   | 이집트독수리                                                                                              |
|                  | 이집트독수리                                                                                              |
| 수염수리속       | 수염수리                                                                                                  |
|                  | 수염수리                                                                                                  |

| 이집트독수리속 | 이집트독수리 |
|                | 이집트독수리 |
| 수염수리속     | 수염수리     |
|                | 수염수리     |

|  | 아프리카매     |
|  |                |
|  | 마다가스카르매 |
|  |                |

| 야자민목독수리속 | 야자민목독수리                                                                                            |
|                  | 야자민목독수리                                                                                            |
|                  | \| 이집트독수리속 \| 이집트독수리 \| \| \| 이집트독수리 \| \| 수염수리속 \| 수염수리 \| \| \| 수염수리 \| |
|                  | |
| 이집트독수리속   | 이집트독수리                                                                                              |
|                  | 이집트독수리                                                                                              |
| 수염수리속       | 수염수리                                                                                                  |
|                  | 수염수리                                                                                                  |

| 이집트독수리속 | 이집트독수리 |
|                | 이집트독수리 |
| 수염수리속     | 수염수리     |
|                | 수염수리     |

## 참고 문헌
- Linnaeus, C. (1758). 《Systema Naturæ per regna tria naturae, secundum classes, ordines, genera, species, cum characteribus, differentiis, synonymis, locis, Volume 1》 (라틴어) 10판. Holmiae:Laurentii Salvii.
- Donázar, José Antonio; Negro, Juan José; Palacios, César Javier; Gangoso, Laura; Godoy, José Antonio; Ceballos, Olga; Hiraldo, Fernando; Capote, Nieves (2002). “Description of a new subspecies of the Egyptian Vulture (Accipitridae: Neophron percnopterus) from the Canary Islands” (PDF). 《Journal of Raptor Research》 36 (1): 17–23. ISSN 0892-1016.